# Darijeva vaza
Darijeva vaza poznata je vaza koju je oslikao anonimni apulijski slikar iz Magna Graecia, obično zvan Darijev slikar, najeminentniji predstavnik na kraju "kitnjastog stila" u južnotalijanskom crvenofiguralnom vaznom slikarstvu. Vaza je proizvedena između 340. i 320. godine prije Krista, vjerojatno u velikoj radionici nalik tvornici u grčkom gradu Tarantu (drevni Taras), Magna Graecia, puno prije pada Taranta pod Rimljane 272. godine prije Krista. Važan je dio apulijskog vaznog slikarstva.
"Darijeva vaza" otkrivena je 1851. u blizini Canosa di Puglia i sada je izložena u Museo Archaeologico Nazionale u Napulju (H3253). Ovo djelo, volutni krater, velikih je dimenzija. Visok je 1,3 metra, a opseg mu je 1,93 metra.
Vaza sadrži nekoliko natpisa, poput imenovanja pojedinih figura, ali ima i tematskih naziva (kao što su persai – Perzijanci). Donekle se ti natpisi mogu smatrati "naslovima". Sav raspoloživi prostor na vazi iskorišten je za figuralne prikaze, raspoređene u dva ili tri registra. Pojedine pojedine zone strukturirane su raskošnim ornamentalnim frizovima. Slikar Darije smatra se prvim slikarom koji je u potpunosti iskoristio mogućnosti oslikavanja vaza velikog formata. Njegov crtački stil slovi kao osobito dobar, osobito u pogledu lica, koja često prikazuje u tročetvrtprofilu.

## Sadržaj vaze

### Vrat vaze: scene borbe
Na vratu vaze prikazane su scene borbe između Grka i Perzijanaca. Općenito se smatra da ove scene predstavljaju borbe između Aleksandra Velikog i Darija III., a ne ranije borbe trupa Darija I. tijekom njegove prve perzijske invazije Grčke.

### Gornji sloj: grčki bogovi
Iznad Darija stoji niz grčkih bogova: Artemida jaše jelena, Apolon sjedi i drži labuda, Afrodita zajedno s Erosom, Zeus drži krilatu munju, Helada stoji, Atena drži štit, Apate drži dvije baklje, Azija sjedi na oltaru, uz stup koji drži glavu (možda xoanon).

### Srednji red: Darije i njegov dvor
Darije I je prikazan kako sjedi, nosi dugu, kitnjastu halju s rukavima i visoki perzijski šešir. Tjelesni stražar stoji iza njega, dok Darije sluša alegoriju perzijskog naroda, naređujući mu da ne napada Grke. Darius bi također mogao jednostavno slušati glasnika. Kserkso I., još uvijek princ, navodno je predstavljen, drugi s desna. Čini se da je scena audijencije koju je organizirao ahemenidski vladar bila prilično konvencionalna, a također se pojavljuje na sličan način u frizu na grobnici likijskog vladara Arbinasa.

### Donja razina: prikupljanje poreza
Sakupljač poreza, kraljevski rizničar, viđen je kako prima uplate od raznih pokorenih naroda, čiji predstavnici čuče pred njim. Na stolu je postavljena tablica za računanje  daska za računanje ili abax, koja se koristi za komplicirana izračunavanja), s nizom malih kamenčića ili brojača ispred grčkih brojeva za računanje velikih brojeva. Simbol "O" pojavljuje se u tablici izračuna, beotski simbol za obol ili malu jedinicu. Upotreba kamenčića na ploči za izračune ilustrirana je sve do modernih vremena činjenicom da je calx "kamenčić" na latinskom, što je etimološki korijen riječi "kalkulacija".
Ploča sadrži slova M (= 10.000), Ψ (beotski za 1.000), H (= 100), Δ (= 10) i (=5, ili eventualno simbol jedinice za drahmu). Uz svako slovo dodani su bijeli kamenčići koji označavaju broj svake jedinice količine. Uz njih se pojavljuju nekadašnji simboli koji su predstavljali grčki novac: obol (beotski simbol O, 1/6 drahme), pola obola (S) i četvrtina obola (T). Ovi simboli nalikuju onima koji se nalaze u salaminskom abakusu. Ovdje prikazani broj vjerojatno je 1741 i 4/6 drahmi. Carinik također drži otvoreni diptih (dvolisna voštana ploča) u kojoj se mogu pročitati slova TAΛNTA:H, što vjerojatno znači tal'anta hekaton' ("sto talenata ")..

## Utjecaji
Darijeva vaza možda je predstavljala scenu iz grčke drame. Prikaz Darija na njegovoj vazi s imenom vjerojatno potječe u detaljima iz Persae of Phrynikos, zaključio je C. Anti 1952., a Schmidt 1960. ga slijedi. Međutim, Oliver Taplin primjećuje u Pots and Plays, 2007., str. 235-7, jedine snažne naznake tragične reference su sam Darije i starac u plaćenoj odjeći na postolju s natpisom ΠΕΡΣΑΙ, koji bi mogao imati ulogu glasnika. Taplin spekulira da bi se ikonografija tragedije "mogla asimilirati u druge kontekste bez opasnosti od zabune", op. cit. str. 237.

## Galerija
- Prikaz Darija Velikog i njegov natpis (ΔΑΡΕΙΟΣ, gore desno) na "Darijevoj vazi"
- Crtež Darija na vazi.
- Darije prima savjete od Perzijanaca.
- Abaks prikazan na Darijevoj vazi[10]
- Scena poreznika.
- Bitka između Grka i Perzijanaca, na poleđini Darijeve vaze.